# Salerno longobarda

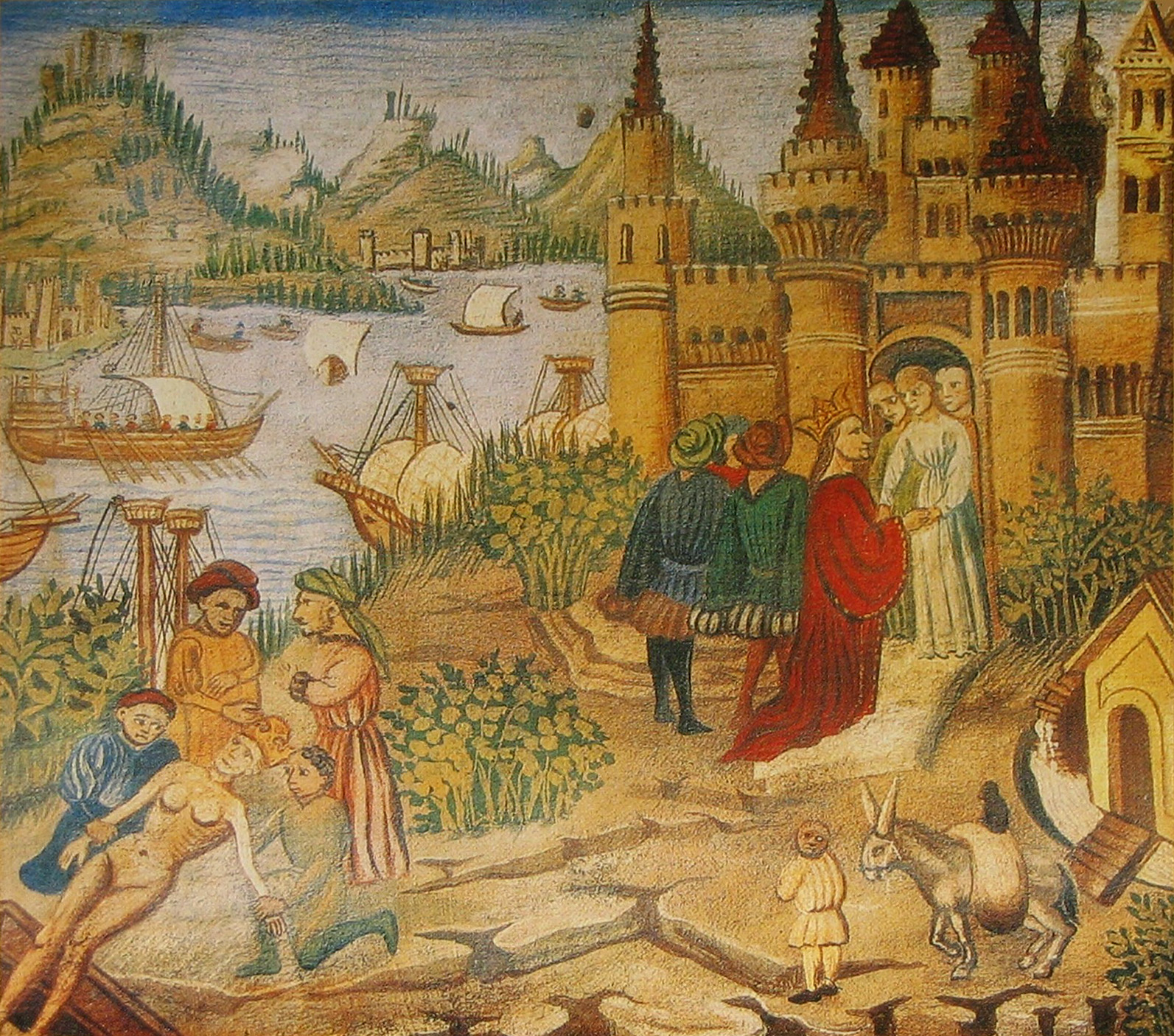
Immagine della Salerno longobarda col suo castello e la reggia (distrutta da un fortissimo terremoto nel Duecento), come appare in una miniatura del Canone di Avicenna. L'immagine rappresenta la storia (forse leggendaria) di Roberto, duca di Normandia: ferito mortalmente da una freccia, fu salvato eroicamente dalla moglie longobarda, Sichelgaita di Salerno, che ne succhiò il veleno come era stato prescritto dai medici della "Schola Medica Salernitana"

La Salerno longobarda fu il periodo storico della dominazione longobarda nella città di San Matteo, durato dal settimo secolo a pochi anni prima del Duecento.

## Premessa
Salerno fu conquistata per la prima volta dai Longobardi del principe Arechi I nel 620 e da allora, per cinque secoli e fino al 1077, la città di San Matteo fu dominata da una minoranza di origine germanica, che le ha lasciato un'impronta indelebile. Con il Principato di Salerno di Guaimario IV, Salerno divenne de facto la capitale di tutto il meridione continentale italiano, unificato per la prima volta dai tempi della fine dell'Impero romano. 
Del resto, il Principato di Salerno, intorno al mille, era il territorio più meridionale del Sacro Romano Impero e gli imperatori tedeschi lo invasero in varie occasioni allo scopo di mantenerlo totalmente soggetto e limitarne l'autonomia.

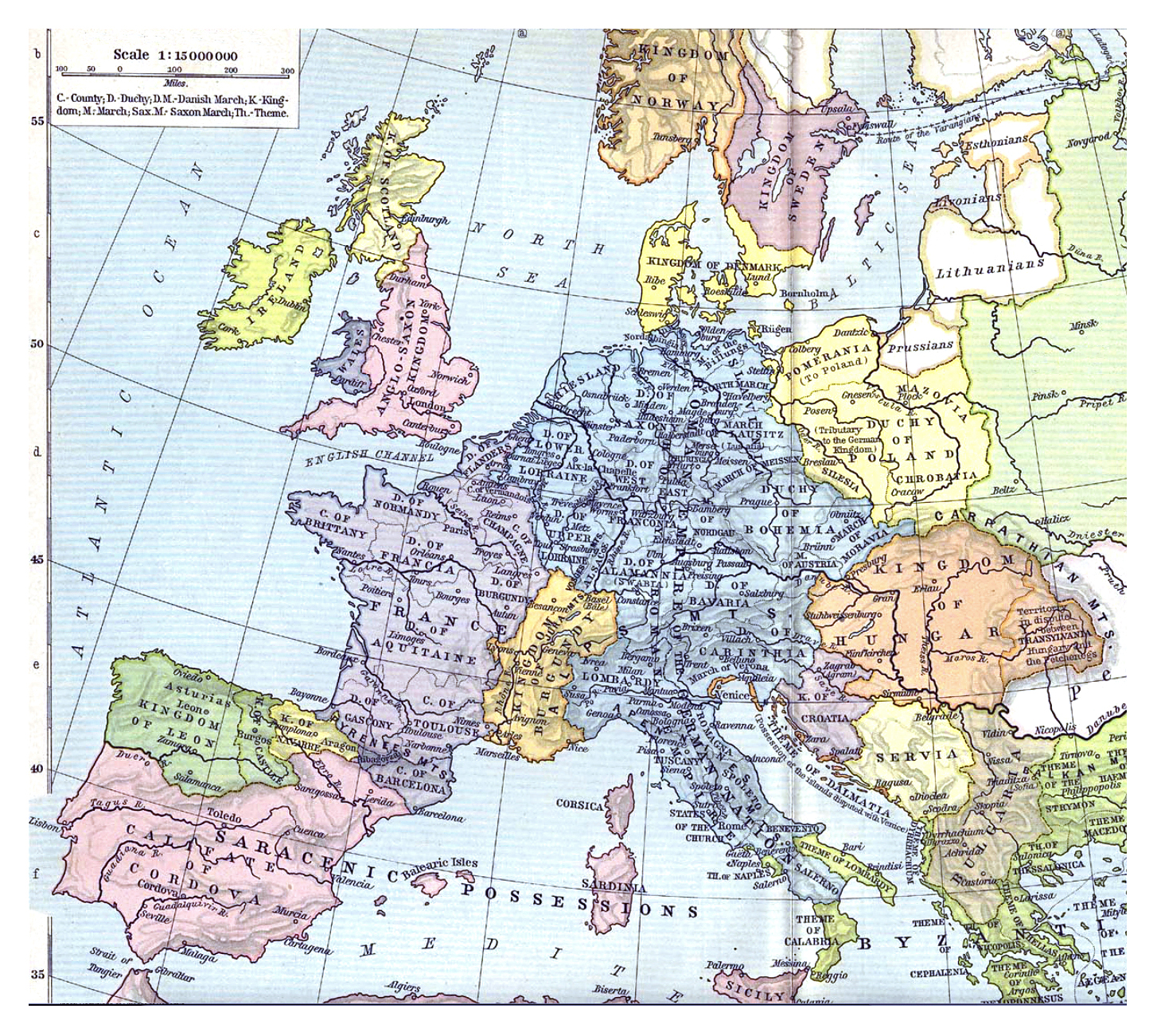
Il Sacro Romano Impero nell'anno mille andava da Amburgo fino a Salerno

Autonomia salernitana che fu mantenuta fino a quasi il Duecento, non solo con i Longobardi ma anche con i Normanni.
Inoltre, la Salerno longobarda ebbe la prima "università" di medicina in Europa, la Scuola Medica Salernitana, dove per la prima volta vi parteciparono delle donne: le Mulieres Salernitanae. 
Tra le personalità di spicco delle mulieres Salernitanae sono tramandati i nomi delle longobarde Trotula de Ruggiero, Rebecca Guarna ed Abella Salernitana.
Salerno fu anche l'unico territorio longobardo d'Italia a sviluppare una flotta per commerci nel Mediterraneo: nel 1058 un "privilegium mercaturae" concesso dal principe Gisulfo II di Salerno attesta pure la nascita di un mercato franco collegato con le attività marittime. 
Va anche ricordato che navi salernitane parteciparono alla presa di Mahdia, nell'attuale Tunisia: nella seconda metà dell'anno mille, Mahdia, allora governata dai vassalli Ziridi dei Fatimidi, viene attaccata ripetutamente e, per breve tempo, conquistata da Genova e Pisa con l'aiuto di Salerno, Amalfi e Gaeta (attacco che, tuttavia, non sortì effetti duraturi).

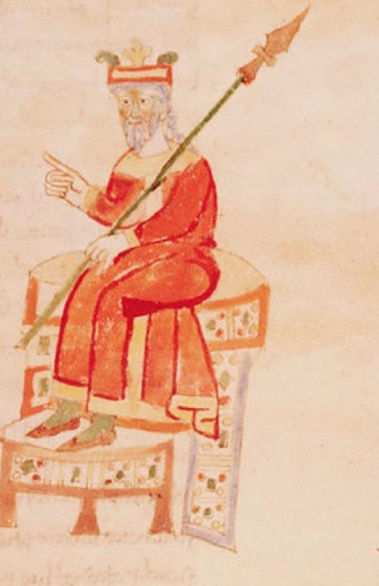
Il principe longobardo Guaimario IV

## Storia
Salerno, pur essendo nel centro costiero della regione Campania, ha sempre avuto "origini" settentrionali nella sua storia: fu fondata dai Romani in un territorio etrusco. 
A differenza della vicina Napoli, che fu fondata dai Greci e poi dominata dai Bizantini, Salerno "romana" divenne "longobarda" nel settimo secolo, avendo una popolazione romanizzata con una numerosa minoranza germanica quando Arechi II fondò il Principato di Salerno, nel 774. 
Studiosi come Ajello, stimano che nell'ottavo secolo a Salerno, oltre un terzo della popolazione parlava ancora la lingua longobarda mescolata notevolmente con parole e frasi neo-latine. Il professore Ajello afferma che a Salerno, in quel secolo, su una popolazione di circa 6000 abitanti, oltre 2500 erano Longobardi. Ed erano concentrati nel quartiere alto del centro storico, sul colle dove vi era il Castello di Arechi.
Inoltre, va ricordato che a Salerno e dintorni si rifugiarono molti Longobardi profughi (forse un migliaio, sempre secondo Ajello, ma altri studiosi -come D'Ambrosio- credono fossero il doppio), che con le loro famiglie scapparono dal nord Italia conquistato dai Franchi di Carlo Magno. Alcuni di questi longobardi fuggiti dai Franchi scesero a rifugiarsi anche ad Amalfi e successivamente furono trasferiti a Salerno (nel rione "Fornelle", detto anche "Amalfitano") dal longobardo Sicardo nell'838.

La nascita del Principato di Salerno nell'851

Dopo una lunga lotta tra i Bizantini ed i Longobardi iniziata intorno al 620, nel 646 la città cadde definitivamente in mano a questi ultimi come parte del Ducato di Benevento, anche se le testimonianze di presenze longobarde, già a partire dal VI secolo, sono accertate dal ritrovamento di una tomba, nel Complesso archeologico di San Pietro a Corte, di una bambina di nome Teodonanda, morta il 27 settembre 566. 
Con l'avvento della dominazione longobarda, la città conobbe il periodo più ricco e famoso della sua storia, durato più di cinque secoli.
Nel 774, il principe di Benevento Arechi II decise di trasferire la sua corte a Salerno, che si popolò di molte famiglie longobarde. La città acquistò importanza e furono edificate numerose opere, tra cui la sontuosa reggia, della quale rimangono tracce sparse nel centro storico. Questa reggia (ora quasi completamente scomparsa) era un'edificazione alla quale si affiancava la "Cappella Palatina" (Chiesa di San Pietro a Corte).
Qualche decennio dopo, nell'849, il Principato di Salerno divenne indipendente da Benevento, acquisendo i territori del Principato di Capua, la Calabria settentrionale e la Puglia fino a Taranto.
La Salerno longobarda subito divenne col suo Principato il maggior baluardo difensivo "europeo-cristiano" nel meridione della penisola italiana, davanti al tentativo di conquista "arabo-mussulmano".

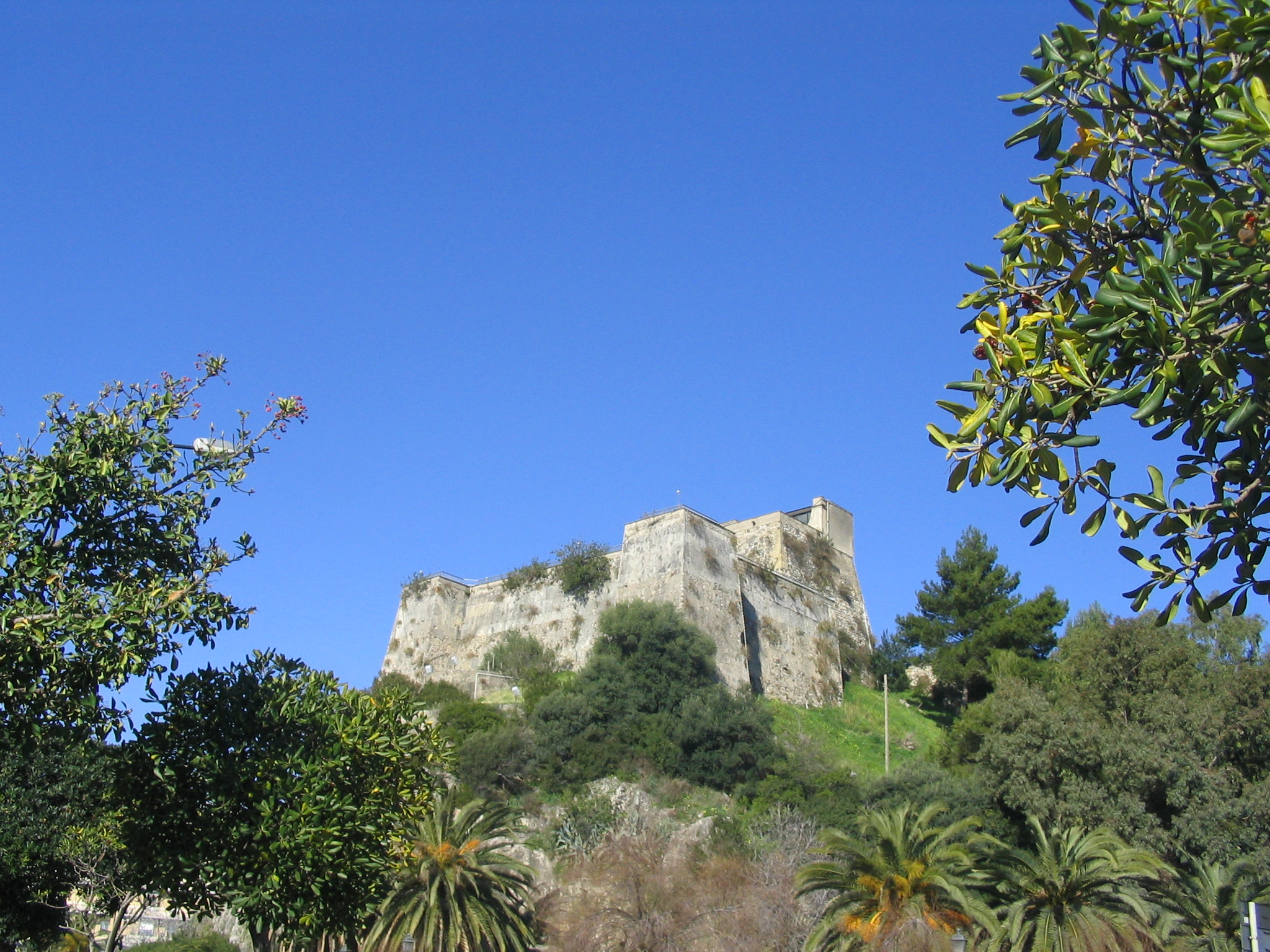
L'attuale Forte La Carnale, dove nell'872 avvenne un massacro di Arabi

Infatti l'assedio di Salerno dell'871/872 fu uno dei principali episodi delle incursioni degli Arabi Aghlabidi nell'Italia meridionale, mentre portavano avanti la conquista della Sicilia. La città Longobarda di Salerno era dotata di forti difese e, malgrado l'uso di potenti macchine d'assedio arabe, l'assedio, durato oltre un anno, fallì. 
Il principe Guaiferio di Salerno condusse la difesa, ottenendo una importante vittoria intorno al forte che ora viene detto "La Carnale" in riferimento alla "carneficina" di Arabi che vi avvenne. L'assedio fu levato anche grazie all'arrivo di un esercito di Longobardi e Franchi sotto il comando dell'imperatore carolingio Ludovico II.
Fu inoltre iniziata dalla Zecca salernitana, una monetazione nell'851 circa, anno di fondazione del principato a seguito delle lotte di successione per il trono beneventano tra Siconolfo e Radelchi. La monetazione della città continuò ininterrottamente anche in epoca normanna fino alla soppressione della zecca nel 1198 per ordine dell'imperatrice Costanza d'Altavilla.

## Dominio del meridione continentale d'Italia
A partire dal principe Siconolfo, che si titolò come "Langobardorum gentis princeps" secondo il famoso Chronicon Salernitanum, Salerno divenne la capitale di un Principato che arrivò a controllare con Guaimatio III e Guaimario IV tutto il meridione continentale italiano. 
Infatti, con il principe Guaimario III (che governò dal 994 al 1027), Salerno entrò in una fase di grande splendore, testimoniato dall'iscrizione Opulenta Salernum incisa sulle monete del tempo. A lui si deve la riduzione a vassalli del Principato di Salerno delle città di Amalfi, Gaeta e Sorrento e l'annessione di molti dei possedimenti bizantini in Puglia e Calabria. 

Il Principato di Salerno con Guaimario IV nel 1047

Ma fu il suo successore, Guaimario IV, a raggiungere il massimo dominio occupando l'Aspromonte della Calabria meridionale e costruendovi nel 1044 un forte longobardo-normanno a Squillace, scacciando cosi dalla penisola italiana i Bizantini per la prima volta dai tempi delle guerre gotiche. 
Egli divenne anche Duca di Puglia e Calabria nel 1042, ma nel 1047 l'imperatore Enrico III lo disautorizzò ufficialmente, iniziando la crisi che porterà alla sua morte ed alla fine del Principato di Salerno, pochi decenni dopo. 
L'eredità di Guaimario IV includeva il dominio su Salerno, Amalfi, Gaeta, Melfi, Puglia, Calabria e in maniera alterna su Capua. Inoltre, Giovanni V, Duca di Napoli, si dichiarò "vassallo" del principe Guaimario IV nel 1039 e gli rimase fedele durante tutto il suo regno.
Egli fu senz'altro l'ultimo grande principe longobardo del sud Italia e, secondo alcuni storici, il più capace.
A valergli tanto favore, fu soprattutto il suo carattere, che lo storico John Julius Norwich riassume scrivendo «per tutta la vita dovette lottare contro le spregiudicate ambizioni [dei suoi rivali], e lo fece senza mai venir meno alla parola data, né mancare ai suoi impegni. Fino alla morte, il suo onore e la sua buona fede non vennero mai offuscati». Altri motivi furono la sua intelligenza politica, il favore papale ed inizialmente quello imperiale d'occidente, ma specialmente la spada dei suoi fedeli mercenari Normanni.

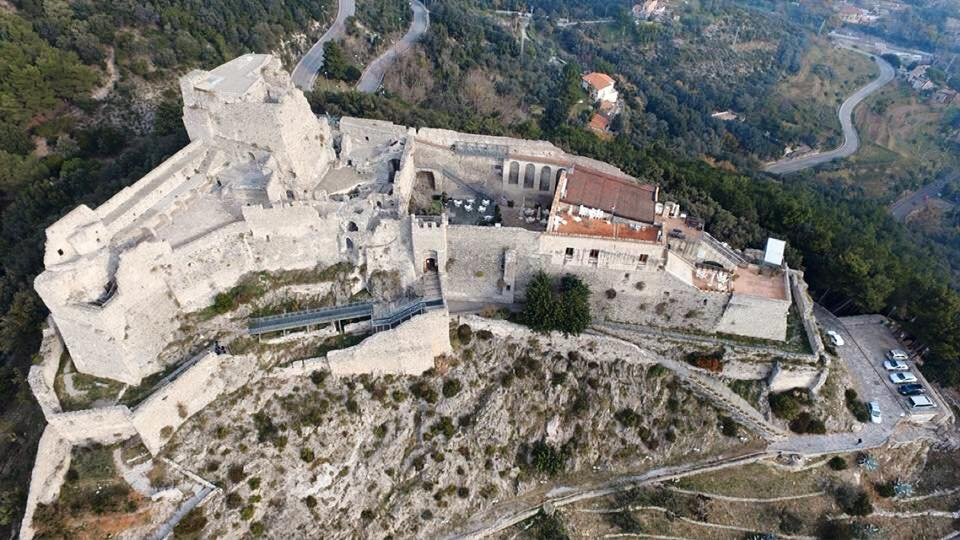
Veduta aerea del castello di Arechi, dove Gisulfo II tentò invano di resistere nel 1077. La fortificazione attuale, di epoca longobarda, domina la città di Salerno

Nel 1077, l'ultimo principe longobardo, Gisulfo II, figlio di Guaimario IV, fu costretto alla resa di Salerno in favore dei normanni di Roberto il Guiscardo. Con la morte di Gisulfo II, avvenuta nel 1091 (dopo che nel 1089 fu "Duca di Amalfi" per un solo anno), finiva definitivamente l'epoca longobarda in Italia.
Va inoltre precisato che il castello e la cinta muraria creati dai longobardi, erano un capolavoro per l'epoca e resero Salerno "per natura e per arte imprendibile, non essendo in Italia una rocca più munita di essa", come testimonia Paolo Diacono nella sua "Historia Langobardorum": il castello, infatti, non capitolò mai; solo durante l'assedio del normanno Roberto il Guiscardo, nel 1077, costretti alla fame, gli occupanti longobardi patteggiarono la resa. 

## La Salerno longobardo-normanna
La popolazione di Salerno (che aveva circa 35.000 abitanti alla fine del XI secolo, secondo il De Simone), rimase sotto il dominio della consistente minoranza longobarda-salernitana anche dopo il 1077. Infatti, la moglie del Guiscardo era la longobarda Sichelgaita, che ebbe molta influenza sul marito.
Va anche precisato che i Normanni non erano un popolo come i Longobardi, ma un gruppo di guerrieri mercenari provenienti dal Nord Europa, che in poche occasioni si trasferivano nel meridione italiano con le rispettive famiglie. Ed in molti casi si sposavano a Salerno con donne longobarde (come nel caso del Guiscardo con Sichelgaita): per questo molti studiosi affermano che dal 1077 si ebbe ancora una Salerno "longobarda", almeno parzialmente e per un secolo ancora fino al Duecento.
Dopo la fine del Principato di Salerno, furono numerosi i salernitani di origine longobarda che si unirono ai Normanni nelle loro conquiste: Salerno divenne la capitale "de facto" dell'unificato meridione italiano sotto i Normanni, che conquistarono anche la Sicilia mussulmana.
Del resto, nel febbraio 1091, la conquista della Sicilia fu completata da questi Normanni con la presa di Noto e Salerno divenne la capitale de facto (anche se non ufficiale) di tutto il meridione italiano, dall'Abruzzo alla Sicilia. Solo nel 1130 Salerno perse importanza per i Normanni (sotto Ruggero II, nominato "Principe di Salerno" nel 1105), poiché crearono il loro Regno di Sicilia con capitale ufficiale Palermo.
Salerno nel XII secolo crebbe in importanza anche grazie alla costruzione della sua cattedrale ed alla crescita in fama internazionale della sua "Scuola medica", che aveva anche il Giardino della Minerva considerato l'antesignano degli orti botanici europei dall'UNESCO. 

Il 17 settembre 2007, lo Stato italiano ha emesso un francobollo per celebrare la "Scuola medica Salernitana". L'immagine riprodotta sul francobollo è tratta dal manoscritto Galeni in Ippocratis aphorismos et in librum pronosticorum

Negli anni 1105-1110 il filosofo-scienziato inglese Adelardo di Bath, autore delle Quaestiones naturales, visitò la scuola, dove si ebbero la massima fioritura di trattati e autori. Giunse a Salerno anche il medico Costantino l'Africano (nato nell'Ifrīqiya araba) che visse nella città per diversi anni e tradusse dall'arabo molti testi come gli Aphorisma e i Prognostica di Ippocrate.
Il Regimen Sanitatis Salernitanum viene internazionalmente considerato il trattato più famoso prodotto dalla Scuola; l'opera, in versi latini, risulta essere una raccolta di norme igieniche, poste a fondamento della sua dottrina elaborata interamente nella Salerno longobarda.
Sebbene sia comunemente datato intorno al XII secolo, alcune fonti sostengono che Il "Regimen" risalga al 1050. L'opera, dedicata a un non ben identificato Rex Anglorum (probabilmente Roberto II, duca di Normandia e pretendente al trono d'Inghilterra, che fu a Salerno nel 1099, di ritorno dalla prima crociata), espone le indicazioni della Scuola per tutto ciò che riguarda le norme igieniche, il cibo, le erbe e le loro indicazioni terapeutiche. L'autore è sconosciuto e probabilmente si tratta di un'opera collettiva anche se alcuni l'attribuiscono al longobardo Giovanni da Milano, che fu un discepolo di Costantino l'Africano.
Il suo porto ebbe molta importanza commerciale con i principi longobardi, specialmente con il nord Africa arabo (e fu ampliato successivamente sotto i Normanni e poi gli Svevi diventando il maggiore ed il più importante del meridione italiano nel XIII secolo).
Ma nel 1130 i Normanni del figlio del Guiscardo (Ruggero II) fondarono il "Regno di Sicilia" e trasferirono la capitale dei loro domini da Salerno a Palermo. Questo fatto fu molto criticato dai Longobardi salernitani, oramai assimilati nella popolazione della città. Conseguentemente molti cittadini salernitani si trasferirono a Palermo, determinando il primo inizio della decadenza in importanza di Salerno, che in pochi decenni crollò completamente venendo finanche distrutta dall'imperatore germanico Enrico VI nel maggio del 1194.

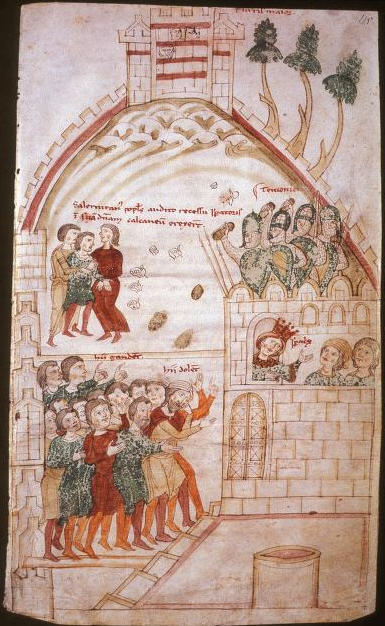
Assedio dei salernitani alla imperatrice Costanza nel Castel Terracena. Si noti che tutti i civili hanno capelli castano-biondastri, indizio che erano di discendenza longobarda quelli favorevoli al normanno Tancredi

Infatti nel 1191, l'imperatore Enrico VI scese in Italia per fermare il tentativo del normanno Tancredi di emanciparsi dal Sacro Romano Impero. Assediando Napoli si ammalò (probabilmente di malaria) assieme alla moglie Costanza d'Altavilla, che inviò a Salerno (fino ad allora fedele a lui) per curarsi con i medici della "Schola medica". Enrico stesso si ammalò gravemente; allora Enrico di Welf, che stava anche partecipando all'assedio di Napoli, disertò in Germania, ed affermò falsamente che l'imperatore era morto e si spacciò come possibile successore. Sebbene Enrico VI si fosse ripreso, l'esercito imperiale fu costretto a ritirarsi del tutto dall'Italia. Costanza rimase a Salerno con una piccola guarnigione come segno che Enrico VI sarebbe presto tornato.
Una volta che Enrico si fu ritirato con la maggior parte dell'esercito imperiale, le città che erano cadute sotto l'Impero dichiararono immediatamente la loro fedeltà a Tancredi, per la maggior parte temendo ora la sua punizione. Il salernitano Niccolò di Ajello, ex arcivescovo di Salerno, che stava aiutando a difendere Napoli, scrisse lettere sugli eventi ai suoi amici e parenti a Salerno. Così la popolazione di Salerno vide l'opportunità di ottenere alcuni favori da Tancredi (possibilmente anche rendendo Salerno di nuovo "capitale"), schernendo e assediando l'indifesa Costanza a Castel Terracena. Costanza si presentò su un balcone e parlò loro con tono di mite rimostranza e ammonizione, cercando di dire loro che la situazione poteva migliorare e che la sconfitta di Enrico VI poteva essere esagerata da Niccolò, ma i salernitani erano decisi a catturarla per Tancredi, e così continuarono l'assedio. Costanza si chiuse a chiave nella sua stanza, chiuse a chiave le finestre e pregò Dio di aiutarla e vendicarsi. Dopo una rapida trattativa con Elia di Gesualdo, un lontano parente di Tancredi, Costanza uscì volontariamente a condizione che alle sue guardie tedesche fosse permesso di andarsene illese. Fu quindi arrestata da Elia (e da alcuni baroni di Puglia che erano imparentati con lei) e consegnata a Tancredi, a Messina.
Ma la vendetta di Enrico VI, quando ridiscese a Salerno nella primavera del 1194, fu terribile e crudele: distrusse la città senza pietà per tutti i cittadini, massacrando specialmente i sostenitori del normanno Tancredi che erano quasi tutti di origine longobarda, a Salerno.
Inoltre, va ricordato che Salerno nei secoli XI e XII aveva una notevole comunità ebrea nell'area detta "Giudecca" intorno all'attuale Chiesa di Santa Lucia de Judaica, che era la più numerosa nel meridione italiano (avendo oltre seicento membri intorno al 1167, secondo Beniamino da Tudela) e che fu molto colpita in quest'occasione. Questa presenza era cresciuta negli anni della "Opulenta Salernum", ma praticamente scomparve nei decenni successivi all'attacco di Enrico VI, anche se qualche ebreo rimase nel Ghetto di Salerno fino al 1541, quando Carlo V ordinò la fine della presenza ebraica nel sud italiano dominato dagli spagnoli dell'Inquisizione.
Da allora Salerno fu ridotta ad una cittadina semidistrutta, con poche migliaia di sopravvissuti e quasi nessun discendente dei longobardi salernitani. Tuttavia, qualcosa del suo splendore ed importanza vi rimase fino ai tempi di Manfredi nel XIII secolo. La Salerno longobarda era finita nel 1194 in un bagno di sangue (ripetuto anche nel 1199), ma restava a Salerno la sua eredità nell'architettura, nell'arte, nella mentalità cittadina e finanche (un poco) nella lingua/dialetto.

## Eredità nella Salerno attuale
Qualcosa rimane dei secoli longobardi nella Salerno attuale, dai semplici termini geografici come "Lama", il nome di un torrente che attraversa il centro storico e che prende nome dalla parola longobarda "lama" che significa "ruscello", in italiano, fino a strutture architettoniche di grande importanza come l'originale Cattedrale ed il Castello di Arechi (che prende nome dal principe longobardo omonimo).

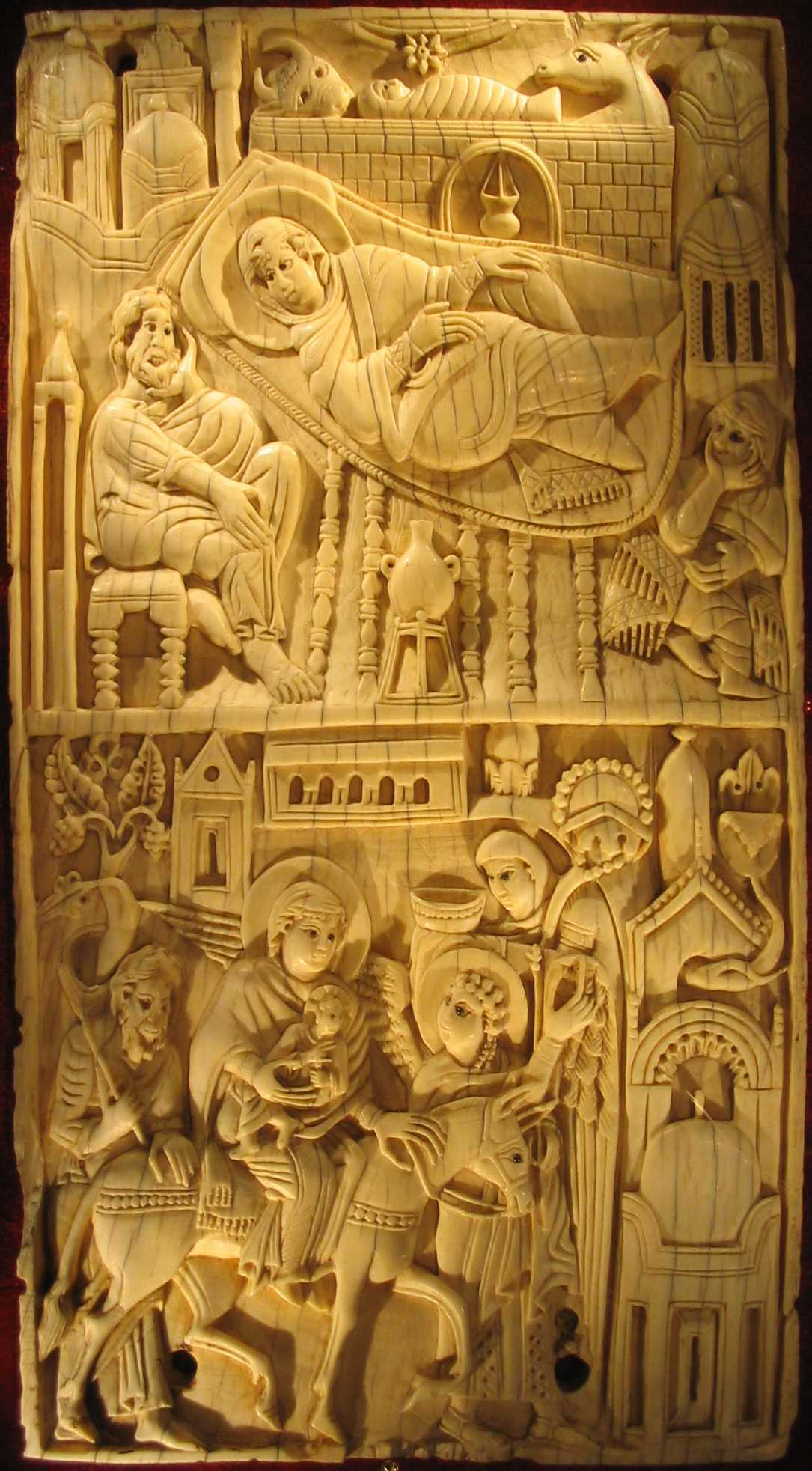
Pannello degli Avori salernitani conservato al Museo diocesano di Salerno raffigurante "La Natività" e "La fuga in Egitto"

Sono più di una dozzina le chiese a Salerno di origine longobarda, le più famose sono quelle di San Massimo, Sant'Andrea de Lavina e Santa Maria de Lama. E vi sono testimonianze, pur frammentarie, di pittura longobarda presenti a Salerno nella chiesa di Santa Maria de Lama. 
Inoltre, i resti del Castel Terracena e del Complesso archeologico longobardo di San Pietro a Corte risultano essere, in assoluto, l'unica testimonianza archeologica di architettura palaziale di epoca longobarda rimasta nell'Italia centro-meridionale.
A Salerno, attualmente vi sono due capolavori di arte di livello internazionale, secondo il professore Ajello: la "Cripta" di San Matteo, nella Cattedrale dove riposano anche i resti del papa di Canossa (Gregorio VII), e gli Avori salernitani. Questi avori, molto probabilmente furono commissionati dall'arcivescovo longobardo Alfano durante la consacrazione della Cattedrale di Salerno nel 1084. Per la loro quasi completezza e l'eccellente stato di conservazione, essi rappresentano il ciclo decorativo eburneo più importante al mondo. Si trovano esposti per la maggior parte nel locale Museo diocesano, mentre alcuni sono dispersi nel mondo (nel Louvre di Parigi, al Metropolitan Museum di New York, nel Victoria and Albert Museum di Londra, nei Musei statali di Berlino e all'Ermitage di San Pietroburgo).
Infine, gli odierni salernitani (specialmente quelli del centro storico), sono conosciuti per la loro mentalità un poco "settentrionale", essendo ordinata ed imprenditrice a differenza di molte citta' della Campania. Quando vi fu l'epidemia del Covid 19, per esempio, Salerno fu l'unica città meridionale a non avere problemi di nettezza urbana.